# فرانز ماير (مصور)
فرانز ماير (بالألمانية: Franz Mayer)‏ (و. 1882 – 1975 م) هو مصور، وفنان زجاج ‏، وجامع تحف، وخبير مالي، وفاعل خير من ألمانيا، والمكسيك، ولد في مانهايم، توفي في المكسيك، عن عمر يناهز 93 عاماً.